# Capellen (kanton)
Capellen er en kanton i distriktet Luxembourg i storhertugdømmet Luxembourg. Kantonen ligger sydvest i landet og har et areal på 199,71 km². I 2005 havde kantonen 38.195 indbyggere og det administrative center ligger i Capellen.

## Kommuner
Kantonen Capellen består af elleve kommuner. I tabellen opgives antal indbyggere pr. 1. januar 2005.
| #   | Kommuner      | Indbyggere |
| --- | ------------- | ---------- |
| 1.  | Bascharage    | 6.958      |
| 2.  | Mamer         | 6.823      |
| 3.  | Kehlen        | 4.724      |
| 4.  | Steinfort     | 4.300      |
| 5.  | Dippach       | 3.360      |
| 6.  | Kopstal       | 2.975      |
| 7.  | Hobscheid     | 2.729      |
| 8.  | Clemency      | 2.141      |
| 9.  | Koerich       | 1.861      |
| 10. | Garnich       | 1.535      |
| 11. | Septfontaines | 789        |

49°38′N 6°00′Ø / 49.63°N 6°Ø